# Prukner László
Prukner László (Sztálinváros, 1960. november 14. –) labdarúgó, edző, hét éven át a Kaposvári Rákóczi FC, egy évig a Ferencvárosi TC, majd egy évig a ZTE edzője volt. 2012 tavasz végén visszatért a Kaposvári Rákóczi FC-hez. Másodállásban tanár.

## Pályafutása

### Játékosként
Pályafutását a Dunaújvárosi Kohászban kezdte, 18 évesen lett kerettag, 3 évig volt a Kohász játékosa. Ezt az időszakot az acélvárosi csapat mindvégig az első osztályban töltötte, pont 1981-ben estek ki, amikor távozott Prukner is. Ezután a Pécsi EAC-hoz igazolt, két szezon erejéig játszott. Pécs után egy évet az akkor NB I-es szegedi SZEOL csapatában töltött, majd a Kaposvári Rákóczinál volt játékos 5 éven át, ebből az utolsóban ismét az első osztályban szerepelt a gárda. A magyar első osztályban összesen 30 mérkőzésen szerepelt és két gólt szerzett. 1989-1991 között az osztrák SK Altheim csapatát erősítette. 1991-1994 között ismét a Rákócziban játszott, majd alsóbb osztályú somogyi csapatoknál futballozott. Egy évet Somogysárdon, majd szintén egyet a Kaposvári Gazdásznál töltött. 1996-1998 között Kaposmérőn, majd 2001-től 2005-ig Felsőmocsoládon volt igazolt játékos. Játékos-pályafutását itt fejezte be.

### Edzőként
Prukner először a Kaposvári Rákóczi edzője volt 2003-tól, a vezetésével jutott fel a Somogy megyei csapat az első osztályba. Hat éven át stabilan az NB I-ben tartotta a kaposvári csapatot, 179 első osztályú mérkőzésen ülve a kispadon. A 2000-es évek egyik olyan edzője volt, aki hosszú évekig ugyanazon csapatnál dolgozhatott. Vezetésével a Rákóczi a 6. helyen zárta a 2007–08-as szezont, ami a klub történetének legjobb élvonalbeli szereplése. Edzősködése mellett a kaposvári Táncsics Mihály Gimnázium testnevelőtanára is volt.
2010. június 2-án 2+1 éves szerződést írt alá a Ferencvárosi TC csapatával, így annak vezetőedzője lett. Segítője Csató Sándor, majd Nagy Tamás volt. 2011 augusztusában lemondott az FTC vezetőedzői pozíciójáról, majd szeptemberben a ZTE edzője lett, ahonnan 2012 májusában közös megegyezéssel távozott. 2012. június 14-én bejelentették, hogy visszatér Kaposvárra.
2016 nyarán a Budafoki MTE-Újbuda FC edzőjének nevezték ki. Vezetésével a klub feljutott a másodosztályba, a Magyar Kupa 2016–2017-es kiírásában pedig az elődöntőig jutott. Az NB II 2017–2018-as kiírásában az első 13 fordulót követően csak tizenegy pontot gyűjtött a csapata és a tabella 16. helyén állt, ezért 2017. október 16-án felbontották a szerződését.
2018-től 2020-ig a Ferencváros utánpótlás szakmai igazgatója volt. 2022-től a kaposvári Bene Ferenc Labdarúgó Akadémia elnöke.